# Marie Yanick Dutelly
Marie Yanick Dutelly, née en Haïti, est une artiste multidisciplinaire qui vit au Canada depuis les années '90. Elle chante sur des scènes en Afrique, en Europe et en Amérique du Nord. Elle joue dans plusieurs films et publie deux recueils de poésie, un roman et une pièce de théâtre.

## Biographie

### Origines et attaches
Native de Port-au-Prince en Haïti, Marie Yanick Dutelly est une artiste multidisciplinaire,. 
Elle vit d'abord en Afrique du Nord, avant de venir s'installer à Gatineau, au Canada dans les années 1990. Elle s'approche ensuite de la métropole et réside en banlieue de Montréal, au Québec, Canada .

### Musique
En 2003, elle endisque son album Reines Soleil, un hymne à la femme dans le monde et un hommage aux grandes chanteuses de son enfance. Surnommée «La reine soleil», elle se produit notamment à Paris, à Port-au-Prince à Timimoun en Algérie, à Gosier en Guadeloupe et sur les scènes du Québec (Festival international nuits d'Afrique,Métropolis, Zest, Kola Note et Parc Lafontaine),,,.

### Poésie
Elle publie deux recueils de poèmes, dont En attendant le jour édité en 2011.
En 2018, trois de ses poèmes: «Terre natale», «Mère pourquoi ne m’as-tu dit?» et «Chant d’amour» extraits de son recueil En attendant le jour, sont publiés dans les numéros 8/9 de la Revue transatlantique d’études suisses qui porte sur les stratégies d’écriture en Suisse et aux Antilles. 
Son deuxième recueil de poèmes, Sans artifice est publié en 2019.

### Cinéma
En 2008, elle incarne Charlotte, une prêtresse vaudou montréalaise, dans le film Minuit, réalisé par la comédienne Fabienne Colas et présenté au 4e Festival international du film haïtien de Montréal,,. 
En 2010, elle joue le personnage de la mère dans le court métrage Poudre réalisé par Ky Nam Le Duc.
Elle écrit en 2013 un scénario intitulé Visa pour le Nord  qu'elle présente au concours de l’Association des auteurs et auteures de l’Outaouais. Ce dernier est retenu parmi les trois finalistes de la catégorie «Flamand littéraire».

### Autres
Fin octobre 2022, elle coordonne la 5e édition du Salon du livre afro-canadien à Ottawa, sous le thème «Explore ton identité» avec une cinquantaine d'auteurs d'ascendance africaine francophone,.

## Œuvres

### Littérature

#### Poésie
- En attendant le jour, Montréal, CIDIHCA, 2011, 84 p. (ISBN 9782894543115, lire en ligne)
- Sans artifice, Montréal, Éditions CIDIHCA, 2019, 93 p. (ISBN 9782894543740, lire en ligne)

#### Roman
Une petite fille sous un grand chapiteau, Ottawa, Éditions Baico, 2011, 127 p. (ISBN 9781926945224)

#### Théâtre
Marie Yanick Dutelly, Marie-Léontine Tsibinda, La Grande Brassée, Gatineau, Ville de Gatineau, 2011, 75 p. (ISBN 978-2-920961-37-1, lire en ligne)

### Filmographie

#### Comédienne
- 2007 - Coup de foudre, réalisé par Frank St-Louis, studio S.E.S. Films.
- 2008 - Charlotte dans Minuit, réalisé par Fabienne Colas
- 2010 - Mère dans Poudre, écrit et réalisé par Ky Nam Le Duc, productions Kinesis.

#### Scénariste
- 2013 - Visa pour le Nord

## Prix et honneurs
- 2011: Prix Diamant pour sa carrière multidisciplinaire, décerné par le Regroupement Affaire Femmes d’Ottawa, qui vise à faire rayonner l’excellence et le leadership des filles et des femmes noires de la francophonie canadienne[1]

- 2016: l’Association économico-féminine multi-ethnique l'honore à Montréal pour sa contribution à la condition féminine[1]